# Bataille de Bobr
Seconde Guerre mondiale
La bataille de Bobr (en biélorusse : Бобр) est un affrontement limité entre des éléments du Kampfgruppe Bridoux de la Légion des volontaires français (L.V.F.) au sein de la Wehrmacht et le 3e Corps Blindé de la Garde de l’armée soviétique, lors de l'offensive soviétique Opération Bagration, le 26 et 27 juin 1944, près de la rivière Bobr et du village du même nom, à l'est de Borissov.

## Forces en présence, avant l’affrontement
La bataille de Bobr se déroula les 26 et 27 juin 1944. Du côté allemand, se trouvent les Ier bataillon, 13e compagnie du IIIe bataillon et deux compagnies du IIIe bataillon, de la PAK régimentaire de la Légion des volontaires français, soit environ 600 hommes, assistés le premier jour d'une centaine de SS Polizei.[réf. nécessaire] Du côté soviétique, sont alignés quatre ou cinq bataillons à effectif complet de l'Armée rouge, épaulés par plusieurs chars T-34 et aussi des chars américains et anglais du programme Lend-Lease du 3e Corps Blindé de la Garde.
À la suite de la retraite générale du front de l'Est dans le secteur « centre » de la Russie blanche (Biélorussie), les soldats français collaborateurs de la Wehrmacht s'enterrent pour retarder la progression des Soviétiques et permettre à la 9e armée allemande de la Wehrmacht de se replier par la Magistrale pour éviter l'encerclement. Ils s'installent le 22 juin 1944 près du Bobr, à une cinquantaine de kilomètres de la ville de Borissov.

## La bataille
Ils sont renforcés, le 25 juin 1944 par quatre chars Tigres du Schwere Panzer-Abteilung 505 et 6 pièces de 37 mm PAK 36. Pendant les combats, ils recevront le soutien aérien de plusieurs Stukas. Ce Kampfgruppe s'élève, le 25 juin, à presque 1 000 hommes, dont au moins 400 français commandés par le capitaine Jean Bridoux, fils d'Eugène Bridoux, secrétaire d'État à la Guerre puis sous-secrétaire d'État à la Défense nationale du gouvernement de Vichy.
L'assaut commence le 26 juin à quatre heures du matin. Bien que les Soviétiques aient un matériel lourd important — de nombreux canons, des Katyushas, des mortiers lourds et de très nombreux chars — les Français résistent. Ils subissent 5 assauts, ils se battent même au corps à corps pour conserver un cimetière.

## Bilan
Les Français sont relevés le 27 juin au matin. Ils perdent 41 hommes, 24 blessés et détruisent à peu près le même nombre de chars russes (26 par les Tigres, 13 par la PAK régimentaire et 1 par un tireur de la compagnie Rigide) et mettent hors de combat plusieurs centaines de soldats de l'Armée rouge.[réf. nécessaire]
D'après l'auteur Saint-Loup, les journaux russes auraient écrit sur cette bataille : « (...) sur la rivière Bobr, des unités blindées appartenant aux deux fronts de Russie blanche se sont heurtées à la résistance de deux divisions françaises », alors qu'ils étaient moins de 1000.